# ふたりの兄嫁
『ふたりの兄嫁』（ふたりのあによめ）は、2005年7月29日にSelenより発売された18禁アダルトゲーム。初回限定版特典はオフィシャル描き下ろし3本のアフターストーリー小説本が同梱されており、カワギシケイタロウ、綾風柳晶と奥間まさみが挿絵を担当する。

## 登場人物
富士見進也（ふじみ しんや）
声 - 城樹翔（アダルトアニメのみ）
主人公。豊永学園（ほうえいがくえん）に通う2年生で、富士見家の三男坊。
二人の兄については嫉妬や羨望を含め、素直に尊敬し称賛しているが少々の劣等感も抱いている。実は幼い頃にあかねと出逢っており、進也と祥悟を勘違いしていたあかねがずっと想っていた存在。
兄嫁である紗由美と肉体関係にあるが、性教育の一環と紗由美の強すぎる性欲の発散であると感じているため過度な執着心や背徳感はなく、いずれ自然解消するものと考えている。
美原あかね（みはら あかね）
声 - みすみ
進也のクラスメート。進也の二番目の兄と結婚した。
祥悟が肉体関係を求めないのは自分に魅力がないのだと勘違いした末に進也に性行為を施してもらうなど、良くも悪くも生真面目な部分がある。実は幼い頃に出会った想い人である進也と祥悟を勘違いしていたが、後に自分が好きだったのは進也だと気づき結ばれる。
宮本静玖（みやもと しずく）
声 - 木村あやか
進也の幼馴染で、豊永学園に通う2年生。
進也を想っていたが、進也があかねを想っていることや紗由美と肉体関係にあることを知り愕然とする。後に自身も進也と肉体関係をもち、あかねとの恋を応援することを決めた。
富士見紗由美（ふじみ さゆみ）
声 - 北都南
静玖の姉。豊永学園の校医で、勇二とは3年前に結婚した。
夫婦関係は良好であるが、性欲が強すぎるうえに勇二が多忙であるため、代わりに進也との性行為で性欲を発散している。進也に対しては誘惑と性教育の一環程度の感覚であるため夫を裏切る予定は特にない。
自分から進也を誘惑するなど攻める姿勢であるが、性行為により尿意が限界であることを進也に告げるなど受け身のことも多い。次第に上達していく進也のテクニックは素直に堪能しており、絶頂で思わず尿意に敗北するなど教える側から翻弄される側へと変化していく。
富士見勇二（ふじみ ゆうじ）
声 - なし
富士見家の長男。母親が離婚するという事態の中でも兄弟達をしっかり育て上げ現在でも養っている。弟達との関係は良好で妻の紗由美とも心から愛し合っている。仕事が多忙で家を空けることが多いため、性欲が強い紗由美が進也に手を出していることには気づいていない。
富士見祥悟（ふじみ しょうご）
声 - 三川春人（アダルトアニメのみ）
富士見家の次男。進也から見ても優秀で容姿端麗と称賛するほどの美男子。
実は母の離婚により極度の女性不信の塊となっている。あかねとの結婚も形だけの政略結婚と考えているため、最初から全く手を出さず夫婦関係としては破綻していた。後に進也に真実を告げ激怒されるも、平凡な学生に過ぎない進也があかねを幸せにできるかと問うという兄らしい姿も見せた。
大場星子
声 - 觀久貞衣（アダルトアニメのみ）

## スタッフ
- 原画・キャラクターデザイン：奥間まさみ
- シナリオ：未公開
- BGM制作：I've、井内舞子

## 主題歌
「Vacillate」
作詞：川田まみ / 作曲：井内舞子 / 編曲：井内舞子、Rich / 歌：川田まみ

## アダルトアニメ
2006年にミルキーレーベルより発売されている。全2巻。
- 『ふたりの兄嫁』第一章 （2006年6月25日発売） DMLK-6724
- 『ふたりの兄嫁』第二章 （2007年2月25日発売） DMLK-7070

スタッフ
- 原作：Selen
- プロデューサー：村上幸太郎、国立康秀
- 構成・脚本・監督：国分寺草介
- 演出：白木ひろし
- キャラクターデザイン・絵コンテ：ヒロタカ
- 作画監督：冬木春夫（第一章）、ERIC PARK（第二章）
- 色彩設計：ねこ屋むにに
- 動仕：MAGIC ENTERTAINMENT
- 美術・背景：中山益男
- 撮影監督：古川了一
- 撮影：スタジオ エル
- 編集：ふくやまひろき
- 音響監督：足鳶えのん（第一章）、小泉洋（第二章）
- 音響制作：ぱんだ本舖
- 音響効果：MR.鳥山
- 調整：ムトゥ・ヒトヅマスキー
- スタジオ：i@スタジオ、音泉倶楽部
- 制作進行：SIEG PARK
- アニメーション制作：ドリームエンターテイメント
- アニメーション制作協力：すももフィルム
- 製作・発売：Milky
- 販売：株式会社GPミュージアムソフト

## 関連商品
ふたりの兄嫁 アンソロジーコミック
2005年11月24日発売 / 宙出版 / ISBN 4-7767-9247-8

## 関連作品
- 妻みっくす